# 黒羽織党
黒羽織党（くろばおりとう）は、江戸時代末期（幕末）に、加賀藩の藩政改革を主導した長連弘を中心とする党派である。金沢城下で私塾拠遊館を営んだ実学志向の儒学者上田作之丞の教えを信奉した集団で、弘化4年（1847年）末から長一派が罷免された嘉永7年（1854年）6月までを「第一次黒羽織党政権」（嘉永の改革）と称し、長の死後となる文久2年（1862年）から翌年にかけて黒羽織党の面々が復職し、短期間藩政を主導した時期を「第二次黒羽織党政権」と呼ぶ。"黒羽織"党の名の由来は、彼らが仲間内で会合する際、常に黒い羽織を着ていたためとも、「黒羽織」が方言でフグを意味し、その毒のように人々に害をなしたためともいわれる。

## 概要
幕末の動乱期に日和見主義的であったと言われることの多い加賀藩であるが、それ以前の化政期・天保期、あるいはそれ以前から激しい派閥抗争を伴いながらも、藩政改革の試みが幾度も行われていた。しかし安永・天明年間の前田治脩による改革以来、政権交代のたびに商業重視の施策と農業重視の政策が交互に行われるなど安定せず、実績も上がっていなかった。天保年間には門閥譜代の奥村栄実が主導する、重農主義的な藩政改革が行われていた。
奥村の死後主導権を握った黒羽織党は、金沢城下で私塾拠遊館を開いていた学者上田作之丞の薫陶を受けたグループで、総じて奥村の天保改革には批判的な面々であった。上田作之丞は、和算家・経世家として名高い本多利明の流れをくむ経世思想家であり、商品作物の藩営化を初めとする重商主義的政策を標榜していた。時あたかもアメリカ合衆国・ロシア帝国・イギリス・フランスなどの船が日本近海に頻繁に出現するようになった頃であり、対外的な危機意識が高まった弘化末年から嘉永年間に、門閥守旧派である奥村政権の対立者として登場したのが黒羽織政権であった。長ら黒羽織党の面々は、嘉永元年（1848年）から、安政元年（1854年）までの約6年間、加賀藩の藩政改革を行う（嘉永改革）。
その政策は上田の藩営産業論思想を機軸とし、商品経済の進展に伴って勃興してきた在郷商人層を体制側に組み入れ、藩権力の下に統制掌握しようとしたものである。しかし上田の藩営論は藩内産品の流通を藩が管理する以上の経済政策ではなく、儒学者特有の商業への蔑視や保守性ともあいまって、藩財政をわずかに回復させたのみで、改革は中途で終わる。その一方で黒羽織党の党派性の強さに対する藩内の反撥は、天保政権以前から続いていた派閥抗争を呼び起こし、安政元年（1854年）6月の長連弘らの失脚で第一次政権は終了した。
その後政権の座についた横山隆章によって、天保改革への回帰的政策が進められたが、これも実を結ばず、横山死後の文久3年（1863年）から再び黒羽織党が政権を握り、産物会所の設立を中心とする経済改革を実行する（第二次黒羽織党政権）。しかし長連弘死後の黒羽織党は結束力を欠き、産物会所も上田の思想上の限界から効果を上げることができず、第二次改革も短期間で挫折し、加賀藩は結局有効な改革を為し得なかったまま、幕末期の混乱に突入していったのである。

## 背景

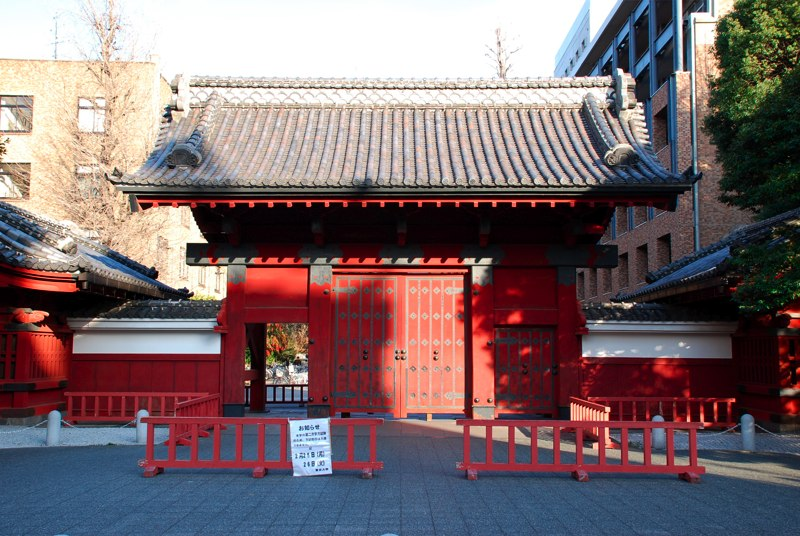
加賀藩邸（現東京大学本郷キャンパス）の赤門。

江戸時代後期となると、幕藩体制の矛盾が顕在化し、幕府や各藩で財政が悪化した。特に19世紀に入ってからは、幕府のみならず諸藩でも、藩政改革が行われるようになる。「加賀百万石」と称された全国随一の大藩加賀金沢藩も例外ではなく、財政問題は深刻化していた。早くも前田治脩が天明期から藩内商品作物の育成策をとり、藩財政の好転を狙ったが、在郷商人の擡頭と商品経済の浸透に伴う農民の都市への流入などの結果を招いたのみで、失敗に終わった。さらに、文政10年（1827年）11月に将軍家斉の娘である溶姫が前田斉泰に輿入れした際には、赤門建設をはじめ莫大な費用がかかり、さらに翌年3月には本郷藩邸への将軍家斉の御成があるなど出費がかさみ、たびたび経費節減が触れられた。藩士たちからの借知（知行高に応じて上納金を取る、事実上の俸禄削減）を強化するとともに、城下町の商人からも御用銀を徴収、さらに幕府からの借用でまかなうなど、旧態依然とした金融策しかとれなかった。そのうえ天保初年に加賀藩領では凶作が相次ぎ、米価が前例の無いほど高騰し、餓死者が急増する。
このような状況下、加賀藩へは海保青陵（1805年来訪）や本多利明（1809年来訪）といった経世家が相次いで訪問・滞在し、藩主の顧問格として、商品価値の高い藩内特産品の助成や流通改革、藩札の運用などさまざまな産業・経済政策を提言したが、いずれも藩内の反対派の影響が強く、改革は中途半端しか行われなかった。

### 寺島蔵人の藩政批判
度重なる御用銀徴収で領民を苦境に陥れている藩政を痛烈に批判したのが、馬廻組の寺島蔵人である。寺島は藩主斉広に抜擢されて、高岡町奉行や定検地奉行などを歴任した逸材で、文政2年（1819年）の十村断獄事件を阻止しようとして謹慎を命じられ、文政7年に役職復帰するなど、藩政改革に3度抜擢され、3度罷免された硬骨漢でもある。化政期に斉広と重臣（加賀八家）との路線の違いから対立が深まるなか、一貫して斉広を支持し、生産者や商人の意義を重視して、富民的政策を行った。しかし斉広の死後、重臣らが再び重農主義政策に回帰し、財政難の解決に御用銀などの安易な政策に頼ると、上層部を激しく批判して斉広の遺命を守るよう主張する上書を提出し、逼塞処分を受ける。さらに天保3年（1832年）10月に家老山崎範古に対し、実績の上がらない門閥上士層を批判し、御用銀の頻発をフグの毒にたとえた「ふぐ汁の咄」を提出した。しかし新藩主斉泰をも揶揄した内容は保守派の猛反撥を呼び、天保7年11月4日（1836年12月11日）、寺島は長連弘の屋敷に召され、秩禄を剥奪されて15人扶持とされたうえ、能登島に配流された。翌年寺島は配流先で死去した。

### 奥村栄実の天保改革
寺島の配流と並行して、寺島派や上田派（後述）らの重商主義派も藩首脳部から退けられ、かわって門閥上士層の輿望を担って登場したのが、国学者としても知られる奥村栄実である。栄実は文政元年（1818年）第12代藩主前田斉広から不興を被り、月番・加判（家老に相当）を免ぜられていた。しかし斉広死後、斉泰が跡を継ぐと、学者としても名を知られた栄実は、たびたび新藩主から諮問を受け、天保7年（1836年には45歳にして再び月番・加判を命ぜられ、藩政に参画することとなる。奥村は寺島蔵人を「前門の虎」、上田作之丞を「後門の狼」と呼び、寺島派・上田派の人材をともに藩政から排除した。
翌年から奥村が主導する加賀藩の改革が行われるが、それは斉広時代の重商主義的な政策を廃止し、重農主義的かつ武士の利益を優先した反動的な側面を見せるものであった。奥村が行った高方仕法（徳政令）・株仲間の解放・農村営業の禁止・入百姓の奨励・新田開発・倹約令などは、一連の封建的反動政策ととらえられている。質に流れていた田地を持ち主に強制的に返却させるとともに、土地の売買を原則的に禁止し、百姓の土地の零細化と町人の土地集積を防いだ。さらに物価の安定をはかるため物価方を設置し、物価上昇の原因と見なした新規株立の冥加金や運上金を廃上して、株仲間を解散させるなど、商業を抑制し、農業重視の姿勢を貫いた。金沢藩下における株仲間の成立は天明5年（1785年）に藩が金沢城下町の一部商人に特権を認可したことから始まっているが、その解散命令は幕府の天保改革より4年早い。しかしその一方、藩財政の基本となる年貢米の販売のため、輸送・販売を行う大商業資本・海運業者との提携を必要とした。そのため算用場内に海運方が置かれ、藩所有の御手船を領内外の海商たちに運用させた。この政策に協力したのが、藩内随一の商人銭屋五兵衛や、三国一の豪商と呼ばれた福井藩粟崎の木谷藤右衛門・島崎徳兵衛らである。奥村政権は彼ら大商人に特権を与えることで金融を依頼し、やがて癒着するようになり、上田派から激しく批判された。
天保14年（1843年）8月に奥村栄実が死去したことにより、天保改革は終焉を迎える。かわって政権についたのが、奥村を批判し、上田作之丞を理論的支柱としていた長連弘ら黒羽織党の面々である。

### 上田作之丞と拠遊館の人脈
上田作之丞（1788年 - 1864年、諱は貞幹、後に耕と改めた）は、加賀八家の一つ本多家の徒士頭上田貞固（250石）の次男である。兄八百記が勤務中に上役と口論して改易となったため、作之丞は母と暮らし、金沢城下町市内に私塾「拠遊館」を開塾して素読・算術を教えた。文化6年（1809年）本多利明が金沢に来訪すると、入門して算術や経済について学ぶ。本多の重商主義的な国産増殖・交易論は上田作之丞に大きな影響を与えた。上田は本多からその才を愛され、娘の婿に迎えられようとしたが、これは固辞している。利明が去った後は、弟の養子先の厄介人として藩校明倫堂に入学して優秀な成績を修めたが、実用に益なしとして退学し、独学の末に小松習学所の教授となり、家老本多家の儒臣を勤めた。しかし文政9年致仕して浪人となり、引き続き拠遊館で町人や武士に実学を教えた。門弟は一時数百人に上り、本多家を致仕したのも、その影響力を恐れられたために讒言にあったためだという。
上田の学問の特徴は、当時の正統的学問朱子学を基本とした藩校明倫堂には対照的に、韓非子・老子・朱子など古典の中から、現実の状況に合致する部分のみを教授し、「日用事実」に基づく格物窮理を重んじる徹底した実学志向にある。このため「鵺学」と称され、上田自身もこの称を認めていた。その思想は農本主義を主軸とし、商人を軽んじる従来の儒学の延長上にありながらも、貧民救済を説きつつ、米や国産品・肥料などを藩直営にすることを主張していた。論者によって上田は農本主義者・重農主義者・抑商論者と見なされることもあるが、決して商業を否定している訳ではなく、士農工商を四季の運行になぞらえ、小生産者や小商人の自立的営為をむしろ賞賛していた。ただし上田は私欲に走る都市部の「姦商」の振る舞いには否定的であり、株仲間による運上銀は、商人の利益追求（すなわち私欲）によるものとして強く批判し、その著『讝語秘策』で株仲間のことを「姦猾之徒」とまで痛罵している。この意味で株仲間を解散させた奥村政権と共通する部分もあったが、奥村政権が商業を抑制しながらも、結局銭屋ら大商人と癒着して御用銀で財政立て直しを画策したのを激しく批判し、逆に農村における商人機能の必要性や在郷商人の育成を提唱していた。ただし江戸期一般の経世学者と同様、上田も物価・価格システムの本質的な理解までには及んでおらず、物価の高騰を商人の私欲によるものとして理解していた点に限界があった。
上田が主宰した拠遊館では、政治や経済に関する時事問題を討論させるのが特徴で、町民にも門戸を開いていたほか、上級藩士の子弟の中にも教えを請うものが多く、塾生は数百人にのぼった。長連弘をはじめとする上田塾の上級藩士らは、総じて天保の藩政改革を担った奥村栄実に批判的であり、奥村の死後にいよいよ藩政の主導権を握ることとなる。

## 黒羽織党の主要構成員
上田塾（拠遊館）で学んだ黒羽織党の面々は、およそ数十人から成っていたという。領袖の長連弘以外の代表的な人物には、算用場奉行水原清五郎、割場奉行関沢安左衛門、勝手方御用近藤兵作がいた。
- 長連弘（ちょう つらひろ、文化12年（1815年） - 安政4年（1857年））

通称は又三郎、大隅守。加賀藩八家の長家第9代当主。同じ八家の本多政礼の二男で、外祖父長連愛の養子となる。天保2年連愛の死去に伴い、跡を継いで33,000石を知行。上田作之丞の私塾拠遊館で実学を学び、黒羽織党を結成。嘉永2年（1849年）奥村栄実の後を受けて35歳で政権をとり、黒羽織党の同志を要職につけた。しかし黒羽織党に対する藩内の反撥の強さを嫌った藩主前田斉泰により、安政元年（1854年）年寄職を奪われ、黒羽織党員らの職も解かれた。3年後の安政4年（1857年）失意のうちに死去。享年43。
- 水原保延（みわら やすのぶ）

通称は清五郎。品川主殿の二男。水原保祐の養子となり、馬廻組に属した。950石。弘化3年馬廻組頭となり金沢町奉行を兼任。翌年、御算用場奉行となる。長連弘の黒羽織党政権が誕生すると、有力メンバーの一人として活躍。徹底した財政の整理に努め、一時的に藩財政を好転させる。安政元年長連弘の失脚に連座して免職。同3年馬廻組頭に復職、その後藩校明倫堂の督学となり、万延元年には支藩富山藩の財用方御用となって同藩の財政整理に尽力した。文久2年末に再び御算用場奉行となり、翌年には産物方を設置して産業を奨励した。慶応4年（1868年）4月に隠居（清幽と号する）。
- 関沢房清（せきざわ ふさきよ、文化5年（1808年） - 明治11年（1878年））

通称は安左衛門。号は遯翁。上田作之丞門下の逸材として、黒羽織党の幹部となる。甘藷の栽培を研究し、上田に長連弘を紹介した人物でもある。割場奉行の職にあって長連弘を助けて活躍した。安政元年の失脚後、同6年に復職。鳥羽・伏見の戦いに際し、京都詰家老前田孝錫の命を受けて帰国し、佐幕派の出兵を抑えて、藩主前田慶寧上洛に尽力。新政府軍の北越戦争に参戦して監軍となる。
- 近藤信行（こんどう のぶゆき、寛政12年（1800年） - 明治6年（1873年））

通称は兵作。号は新規矩斎。本組与力近藤瀬左衛門の子。280石。和算家として有名で『算題三十好再解』『量地必携図解六条』などの著がある。中野続従に関流算学を師事し、藩校明倫館の師範となる。弘化4年（1847年）家督継承後、頭並・勝手方となる。財務に明るく、財政面で長連弘を補佐。安政元年失脚したが、文久3年（1863年）に復権して藩政に参与する。明治3年（1870年）老齢により致仕。

## 第一次政権の施策
奥村栄実の死後、年寄の長連弘は関沢明清・水原保延ら、上田門下生を次々と政権の枢要にすえて、黒羽織党政権を出現させた。その特徴は、政権を上田派の人脈（黒羽織党）で固め、都市の特権商人を抑えて在郷商人を掌握し、交易統制・綱紀粛正などの徹底的な緊縮政策を実施して、藩財政を立て直すとともに、異国船の来航への対策として海防費を強化するものであった。結果的に財政は一部回復したものの、その党派性・排他性は藩士の多くから反撥を買うこととなった。

### 海防政策
黒羽織党が政権を掌握した弘化末期から嘉永年間は、日本沿岸に多くの異国船が現れ、対外危機が高まった時期でもあった。日本海に面する加賀藩でも弘化元年（1844年）蝦夷沖に異国船が来航した情報が届くと、領内近海に異国船を発見した場合は直ちに届出ることを藩内に通達している。また大砲製造技術修得のため江戸に藩士を派遣し、弘化4年（1847年）には「西洋流大砲」5挺が完成した。嘉永元年4月28日（1848年5月30日）、佐渡の近海に異国船が現れ、翌日には能登輪島沖に現れた。同月直ちに藩の東境にある宮崎村（現能登町）および泊町に農民900人を動員する計画を立て、のろし場を設けるなどの策がとられた。
また外敵に対する軍備として大砲や銃の必要性が認識されはじめ、金沢近郊の打木浜などで鉄砲・大砲の試射が行われたのをはじめ、領内各地で台場が築造された。嘉永6年（1853年）に米国のペリー、ロシアのプチャーチンが来航すると、金沢郊外の鈴見村に銃砲鋳造場が建設された。ただし、鋳造場で製作された銃砲は、旧式の火縄銃であった。

### 新田開発
上田は農政に対して、百姓の持高（耕作地からの産出量）の大きな格差をなくす「高平均（たかならし）」の実施を提唱していた。そのためには多少強引でも耕作面積を増やす必要がある。新田開発政策として黒羽織党は、嘉永元年（1848年）8月に要項を発表した。一箇月後の9月15日を一方的に出願の締切日に設定し、たとえ紛争地であっても「先願人」に開発権を与え、村方の手に負えない広い土地も、開拓希望者が自己出費で開発させる。さらに開発完了年限を3年とし、それ以内に完了しなければ開発地とともに没収するという強圧策である。これらは奥村政権でも採られた手法であり、百姓らにとっては「誠に迷惑」なものであった。ただし町人による新田開発を認め、開発にあたって町人資本の導入を図った点は注目される。実際の開発政策を推進した主体は、十村などの村役人であった。彼らは、藩権力の末端機関であると同時に、有力土豪層でもあった。

### 産業政策

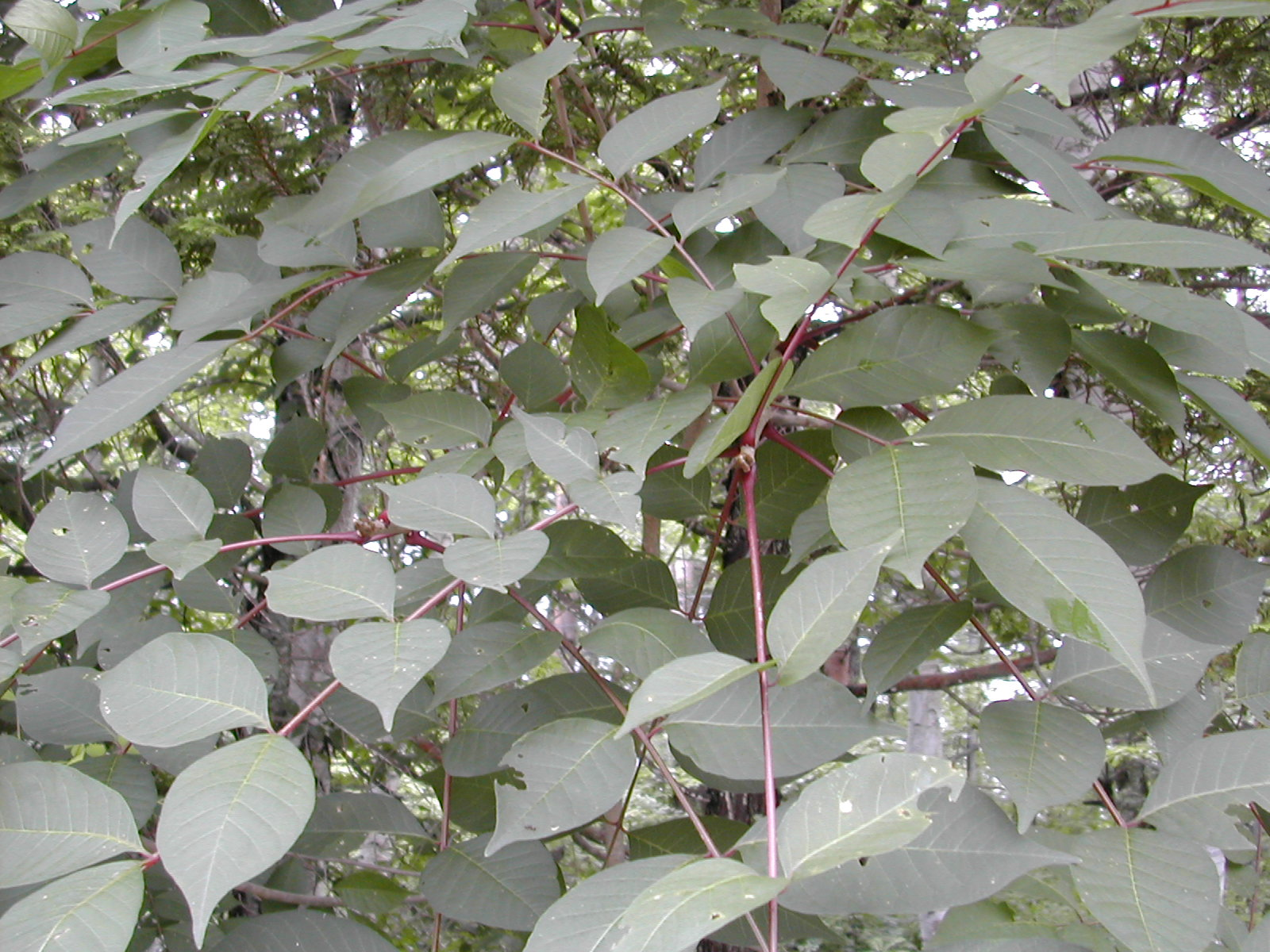
漆

黒羽織党政権は奥村政権と癒着していた都市部の商人とは絶縁し、藩内産業育成のため農村部の小規模な在郷商人層の力に依存した。化政期以来、私欲に走っていると見られた都市商人は、農村に影響を及ぼせないどころか、百姓から排斥すら受けており、むしろ在郷商人の方が百姓層に支持されていた。さらに藩権力による特産商品の管理統制を行う「藩営論」を主張していた上田作之丞の思想を実践する上でも、藩の手駒となる在郷商人との提携を必要としていたためである。

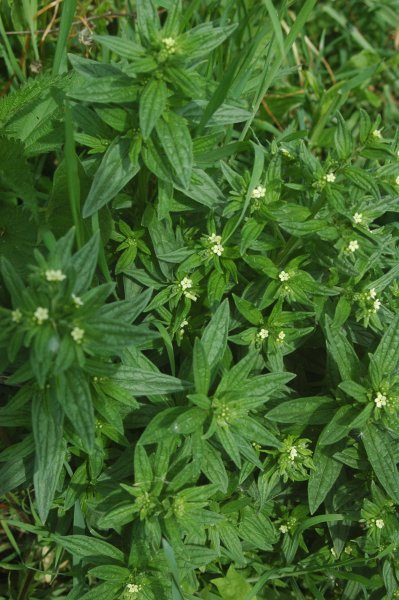
紫根

加賀藩領の能登半島は、古くから漆の名産地として知られた。黒羽織党は政権を握った直後の弘化4年（1847年）に「漆苗植付仕法」を藩内に通達し、礪波郡・射水郡に苗代金を貸与して、2年間で246,000本の苗木を植付けるとともに、加賀・能登両国で「漆苗植付方曁漆掻縮方主付」を任命し、苗代金の7割を無償とする助成策をとった。さらに新しい商品作物である「油の木」（アブラギリ・ハゼノキ）に関しても、苗木の配布を行い、村方の在郷商人を世話役に任命して生産を助成した。また紫根も同様で、領内数十箇所に「買集所」を設け、上方への輸送を意識して、荷札に「加州産物」と藩名を明記する案も検討された。

### 流通政策
上田作之丞の主張は、藩内の主要産品を藩（武士）の管理下で流通・販売する藩営論であり、国内自給・国産奨励をはかり、他方で移出・移入をきびしく制限する策で「直捌き」と称した。黒羽織党の政策も、米をはじめとする国産物の販売・海運も藩営にすることであった。第一次政権では完全な掌握には至らなかったものの、積極的な流通把握を試みている。
黒羽織党は藩が把握する在郷商人を産物方役人に任命して、植付や集荷だけでなく、値段付・販売までを担当させている。また綿、枇（粉米）、質物、薬種、合薬の5品目に株仲間を復活させて統制した。さらに産物の国内自給を目指し、嘉永6年（1853年）8月には衣食住とも国産（藩内生産）品を用いるよう命じたところ、各地域から移人緩和願が出され、結局綿・砂糖など60品目ほどの他国産物の入津を認めざるをえなかった。
こうした黒羽織党の国産品完全管理の方向性は未完成に終わり、文久年間の第二次政権の際に再開された産物方の設立によって推進すると思われたが、わずか2年で挫折することになる（後述）。

## 黒羽織党政権と銭屋五兵衛

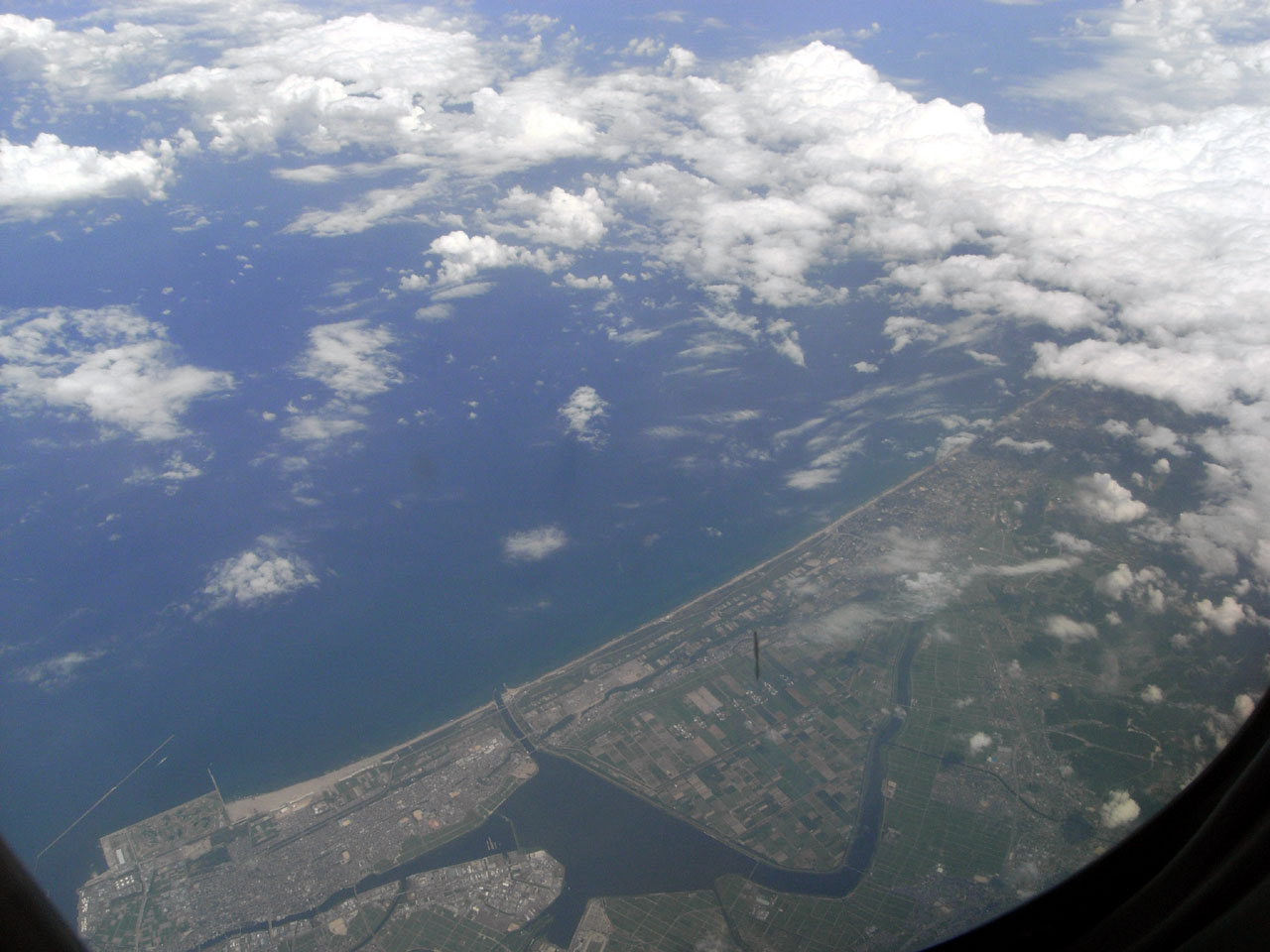
河北潟

嘉永元年（1848年）に始まった黒羽織党の新開策に積極的に関与したのが、金沢藩内で豪商として知られた銭屋五兵衛である。五兵衛は奥村栄実と組んで御用商人となった人物であり、藩の御手船裁許すなわち藩が所有する商船の管理人となって、商売を行い巨利を得る一方、御用銀を納付することで藩権力と癒着していた。奥山の死後、銭屋のような巨商を批判していた黒羽織党が政権を握ると、五兵衛の立場も不安定となる。
長連弘が五兵衛に異国との密貿易を持ちかけたという噂もあるが、実際には黒羽織党が実権を握る直前の嘉永元年2月、五兵衛の御手船常豊丸が能登沖で難破。長連弘はこの責任を問い、五兵衛から御手船裁許を剥奪している。
五兵衛の側では、黒羽織党下でも藩の要路とのパイプをつないでおく必要もあり、また三男の要蔵を地主とし、加賀藩における有力百姓の地位ともいえる「十村」にしようという意図も有していたため、黒羽織党の新田開発策に積極的に追従する。五兵衛は、嘉永2年（1849年）2月に藩に願い出て、領内の河北潟を理め立てて2,900石から4,600石にも及ぶ新開を試みた。しかし、河北潟理め立ては想像以上の難工事となり、また豪商を嫌っていた漁民からは工事中の杭や土嚢を撤去されるなどの嫌がらせを受けた。嘉永5年（1852年）7月には、河北潟で死魚が浮かび、それを食べた鳥が死んだといい、大根布村で10人が死去したため、藩は河北潟における漁業を禁止する。そして銭屋が毒油を河北潟に入れたとの噂が飛び交った。藩の調べにより河北潟の汚染は、銭屋が土砂固めのために石灰を入れたことが原因とされ、ほかにも銭屋が行っていた密貿易の情報が、幕府に漏洩することを恐れた藩は、要蔵や五兵衛をはじめ長男喜太郎・次男佐八郎ら銭屋一族を軒並み逮捕した。結局、隠居の銭屋五兵衛は牢死、要蔵らは磔刑になった。なお長男の喜太郎も入牢したが、代牢を願った娘ちかに免じて許されている。。
しかし実際には石灰が原因という証拠はなく、ほかに銭屋が蝦夷地で行っていた密貿易についても足軽を派遣して調べさせたがその事実は判明しなかった。また、会津藩領の山林買占めで加賀藩へ苦情が来たためともいうが、表向き銭屋処分の理由は、結局河北潟の毒の嫌疑のみであった。この処分により銭屋は家名断絶とされ、300万両にも及ぶ莫大な財産はすべて藩に没収された。

## 失脚と復活

### 黒羽織党の失脚
上記のように、第一次黒羽織党政権の政策は、新田開発、在郷商人資本の参入の許可、藩内産物の奨励、海防の強化、役所の人員削減、節約、綱紀粛正など多岐にわたったが、結局莫大な藩債の返済や、海防支出の増加による財政難は容易に改善できなかった。
中でも上田作之丞の倫理観を信奉する黒羽織党による冗員整理や綱紀粛正は、従来政権と較べても手厳しく、その排他的な党派性もあいまって、奥村派をはじめとする守旧派の藩士のみならず、それと結託する御用商人など町民からも大きな反撥を呼んだ。「出られたり出られたり、何が出られたり、黒羽織が出られたり、黒羽織といふ人は天上天の人なるが、ここらあたりの人でなし」で始まる俗謡が城下に流れ、黒羽織党による政治を皮肉る数え歌も流行ったという。こうした黒羽織党の不評は、藩主前田斉泰の耳にも届き、度重なる苦情に耐えかねて、ついに嘉永7年（1854年）6月17日、斉泰は長連弘を年寄から罷免するに至り、他の黒羽織党の面々も次々更迭された。これに伴い、黒羽織党の理論的支柱であった上田作之丞も、旅行や他家への訪問を禁じられた（4年後には禁を破ったとして、さらに外出も禁止）。長連弘は失脚から3年後の安政4年（1857年）に病死している。

### 横山政権と安政大一揆

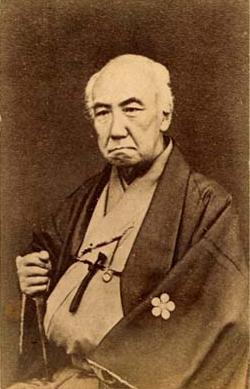
前田斉泰

黒羽織党の退場後は、年寄の横山隆章と算用場奉行の芝山平右衛門らが権力を握った。この横山隆章政権は黒羽織党と較べ、門閥守旧派による反改革と捉えられている。財政面では、藩内外の豪商から御用銀を上納させるなど、黒羽織党以前の旧来策を継承している。安政3年（1856年）には、家中救済のため銀札10,000貫を増発し、藩士への貸銀を許可した。しかし安政年間には、安政の大地震などの災害復興費用や、幕府および朝廷への上納金、藩主の慶弔費など、藩の臨時出費が多く、藩士や町民からも借上銀を命じる事態に陥った。こうした負担増が米騒動を引き起こす要因となる。
横山政権は洋式砲術を習う壮猶館を設立し、安政3年（1856年）には弓組を廃して足軽に砲術を修練させるなどの海防策を採用した。翌年には幕府に対しゲベール銃600挺の払い下げを請願している（ただしゲベール銃は無施条の先込め銃であり、この時期すでに旧式と見なされていた）。このように横山政権の海防策は、意気込みこそ感じられるものの、しょせん旧態依然とした軍制改革であり、幕府の改革の後追いに過ぎなかった。藩主斉泰自身もかなり保守的な性格であり、西洋武術を習っても皇国の美風を失うべからずとして、洋式足並み（行進）や太鼓による稽古を禁止するなど、軍制の改革を妨げた。
そして、安政5年2月26日（1858年4月9日）午前1時ごろ、越前北部から飛騨・信濃にわたる大地震（飛越地震）が発生した。金沢でも震災が発生し、金沢城の上塀が崩壊したほか、市街のうち100軒以上が全半壊した。宮腰では液状化現象で泥水が噴出して、地割れ・地盤沈下が発生。越中では立山山中の山が崩落して常願寺川をせきとめるなど、多大な被害に見舞われ、35,000石余の田畑が荒地になった。それにくわえ同年5月から7月までの長雨で凶作が予想されたため、米の買占めが起き、米価が急騰。米が購入できなくなった貧民が大量に発生し、加賀・能登・越中といった藩内全土の都市で、広範囲に打ちこわしが発生することとなった。これらの騒動は俗に「安政大一揆」と呼ばれるが、実際には全藩的な米騒動に近い（維新後の1890年・1897年・1918年にも越中では米騒動が発生している）。
万延元年（1860年）11月には横山隆章が死去し、黒羽織党の藩士が復帰する余地が生じた。

### 第二次政権
文久2年（1862年）黒羽織党の水原保延が旧職に復帰。翌年には関沢明清・近藤信行も復職して再び黒羽織党が政権の中枢を担うようになる。すでに長連弘という中核が死去（嫡子連恭が相続）していた後だったこともあり、この第二次黒羽織党政権は、第一次政権ほど党派性を持っていなかった。
文久3年（1863年）からの第二次黒羽織党政権下では、産物方奉行をおいて領内各地に産物会所と、その出会所を設置して国用と他国出に分ける調査を行い、また増産計画も立てさせた。
産物方は、以前安永7年（1778年）に前田治脩によって設置され、藩内の産物・出来高・価格などを調査させていたもので、奥山政権期の天保13年（1842年）4月に物価方廃止とともに勝手方に職務が移されて事実上廃絶し、嘉永5年（1852年）に役所まで廃止されていたものである。
第一次政権の時と同様、藩内産物の完全自給を目指し、他藩との輸出入を制限した訳だが、国産育成策は領内特産物を助成して輸出を拡大し、富国化する方向ではなく、領内物産の消極的確保や物価下落・自給体制の確立という保守的政策の域を脱することはできなかった。この保守的消極性は天保期以来継承されてきた一面であり、また「知足安分的」「海運には消極的」な上田作之丞の思想的限界に由来するものであった。しかしこれでは他藩との交易も進展せず、利益を獲得して財政を建て直すこともできなかった。政策に限界を感じた黒羽織党政権は、慶応元年（1865年）10月になると、産物会所を閉鎖し、米高値を理由に他国産品を解禁した。これは黒羽織党の信念である藩営論を放棄したことを意味する。それまでの政策を一変して、安値の品や需要の高い他国品の購入を自由化したのである。
この頃までには外国との交易も盛んとなってきており、日本産品の輸出も加速していたが、加賀藩では翌慶応2年（1866年）2月に、生糸・茶・煙草の3品目が、異国交易方の品につき藩外への輸出を産物方の許可制にすると命じており、これは急速に発展しつつあった外国貿易に背をむけた姿勢にあたる。結局、同年4月に産物方に不便が生じているとして、金沢以外の産物会所を廃止された。こうして上田作之丞の政策は、最終的に失敗に終わったのである。

## 黒羽織党の評価と幕末の加賀藩
黒羽織党による一連の改革は、「秋霜烈日の綱紀粛正と、けちくさい消極主義に終止した（若林喜三郎）」「商品経済の進展で勃興した在郷商人層を組み入れ、藩権力のもとに統制掌握しようとした革新性（水島茂）」「黒羽織党の革新性は、国産奨励や流通統制など、産業政策において上田作之丞が説く藩営論を実行しようとした点にある（『金沢市史』）」など、論者によって評価が大きく分かれる。これには黒羽織党が信奉し、実践した上田作之丞の藩営論という重商主義的な政策をどう評価するかにも関わっている。奥村栄実以前や横山隆章による政治を生産力増強一辺倒の遅れた重農主義と見れば、藩という公権力が産業の多角化・育成や流通管理に乗り出した黒羽織党改革は、十分に新規性を帯びたものと見なせる（実際、同時期に行われた長州藩の村田清風や薩摩藩の調所広郷といった藩政改革の成功例においても、藩権力による域内産業の育成を重点に置いていた）。しかし、近代的な自由貿易主義の立場から見れば、貿易黒字の最大化（=赤字の最小化）を主眼に置き、（地方）政府が公的権力で産業を保護し流通にまで関わることは、非効率な脆弱産業を温存することによる無駄なコストを生じさせるとともに、貿易障壁を高くし、民間資本の健全な育成を阻害する守旧的な指向に見える。実際に、黒羽織党は銭屋五兵衛をはじめとする豪商らを排除したことから、銭五などに近代的な民間資本の萌芽を見出す立場からは、守旧反動的な政権と写る。
実際、新田開発や株仲間の解散などの政策においては、奥村と上田・黒羽織党との間では大して違いがなく、領内物産の確保などの消極性も同様である。結局のところ、黒羽織党政権の最大の特徴はその党派性と排他性にあった。加賀藩では黒羽織党以前以後も、寺島蔵人や奥村栄実、横山隆章などの党派が権力争いを繰り広げて他者を排斥し、互いに改革の足を引っ張ったため、いずれも中途半端に終わっている。黒羽織党による改革も、第一期・第二期ともに短期間で崩壊したため、十分な成果を上げることなく終了した。結果として加賀藩は、同時期に改革を行い得た他の有力藩に続くことができず、藩の総力体制を築くことに失敗する。全国随一の石高を誇る大藩でありながら、開国後の政情不安にも翻弄され、時局を主導する役割を果たすことが出来ず、幕末の混乱する政局の中で勇躍する西南雄藩の後塵を拝することとなったのである。

### 補説
1. ↑  加賀八家（加賀藩重臣）村井家家臣の関貫秀が「領内に80万石もの隠田があるが、私利を貪る十村らが邪魔をして年貢を取れない」と進言したことから、31人の十村役が豪奢な生活が不届きであるとして投獄され、うち19人が流罪となった事件。十村らの無実を知る寺島はこれを阻止しようと、藩内要路にある関係者に多くの書状を送ったが、かえって罰せられた。

## 関連文献
- 長山直治『寺島蔵人と加賀藩政 化政天保期の百万石群像』（2003年、桂書房、ISBN 978-4905564584）
- 西岡幹雄『横井小楠「富国論」の形成と開放的産業政策思想』（2001年、『経済学論叢』53巻2号）